# Tipula dolomitensis
Tipula dolomitensis är en tvåvingeart som beskrevs av Theowald 1980. Tipula dolomitensis ingår i släktet Tipula och familjen storharkrankar. Inga underarter finns listade i Catalogue of Life.